# Seconda vita
Seconda vita è un talk show in onda in esclusiva sulla piattaforma a pagamento Discovery+ e successivamente in chiaro dal 30 ottobre 2019 su Real Time.

## Il programma
Il conduttore del programma, il giornalista Gabriele Parpiglia, incontra vari personaggi che a causa di imprevisti hanno avuto una “prima e seconda vita”. Tra queste persone, note e meno note, c’è chi è riuscito a superare le avversità a cui è andato incontro, e chi invece non ci è riuscito o si illude di esserci riuscito.

## Edizioni
| Edizione | Conduzione         | Messa in onda   | Messa in onda    | Puntate | Rete       | Rete      |
| Edizione | Conduzione         | Inizio          | Fine             | Puntate | Pay        | Free      |
| -------- | ------------------ | --------------- | ---------------- | ------- | ---------- | --------- |
| 1ª       | Gabriele Parpiglia | 30 ottobre 2019 | 20 novembre 2019 | 4       | Discovery+ | Real Time |
| 2ª       | Gabriele Parpiglia | 2 maggio 2020   | 10 maggio 2020   | 2       | Discovery+ | Real Time |
| 3ª       | Gabriele Parpiglia | 9 dicembre 2020 | 23 dicembre 2020 | 7       | Discovery+ | Real Time |
| 4ª       | Gabriele Parpiglia | 16 luglio 2022  | in corso         | 3       | Discovery+ | Real Time |

## Puntate e ascolti

### Prima edizione
| Puntata | Messa in onda    | Ospiti            | Ospiti                         | Telespettatori | Share |
| ------- | ---------------- | ----------------- | ------------------------------ | -------------- | ----- |
| 1       | 30 ottobre 2019  | Elena Santarelli  | Stefano Savi                   | 292.000        | 1,20% |
| 2       | 6 novembre 2019  | Claudia Galanti   | Wanna Marchi e Stefania Nobile | 265.000        | 1,01% |
| 3       | 13 novembre 2019 | Georgette Polizzi | Valespo                        | 241.000        | 0,95% |
| 4       | 20 novembre 2019 | Fernanda Lessa    | Hicham Ben'Mbarek              | 205.000        | 0,81% |
| Media   | Media            | Media             | Media                          | 251.000        | 0,99% |

### Seconda edizione
| Puntata | Messa in onda  | Ospiti          | Telespettatori | Share |
| ------- | -------------- | --------------- | -------------- | ----- |
| 1       | 2 maggio 2020  | Benedetta Rossi |                |       |
| 2       | 10 maggio 2020 | Imma Polese     | 457.000        | 1,6%  |

### Terza edizione
| Puntata | Messa in onda    | Ospite          | Telespettatori | Share |
| ------- | ---------------- | --------------- | -------------- | ----- |
| 1       | 9 dicembre 2020  | Martina Nasoni  | 177.000        | 0,64% |
| 2       | 9 dicembre 2020  | Aurora Betti    | 177.000        | 0,64% |
| 3       | 9 dicembre 2020  | Tommaso Zorzi   | 177.000        | 0,64% |
| 4       | 16 dicembre 2020 | Federico Lauri  | 226.000        | 0,84% |
| 5       | 16 dicembre 2020 | Matteo Giordano | 226.000        | 0,84% |
| 6       | 23 dicembre 2020 | Enzo Miccio     | 132.000        | 0,51% |
| 7       | 23 dicembre 2020 | Damiano Carrara | 132.000        | 0,51% |
| Media   | Media            | Media           | 178.000        | 0,66% |

### Quarta edizione
| Puntata | Messa in onda  | Ospite            | Telespettatori | Share |
| ------- | -------------- | ----------------- | -------------- | ----- |
| 1       | 16 luglio 2022 | Gianluca Grignani | 100.000        | 0,8%  |
| 2       | 16 luglio 2022 | Georgette Polizzi | 100.000        | 0,8%  |
| 3       | 16 luglio 2022 | Rosalinda Cannavò | 100.000        | 0,8%  |
| 4       | 23 luglio 2022 | Sonia Bruganelli  | 115.000        | 1,1%  |
| 5       | 23 luglio 2022 | Aurora Celli      | 115.000        | 1,1%  |
| 6       | 23 luglio 2022 | Henry Scorner     | 115.000        | 1,1%  |
| 7       | 30 luglio 2022 | Ivanohoe Spalluto | 110.000        | 1.0%  |
| 8       | 30 luglio 2022 | Matteo Cambi      | 110.000        | 1.0%  |

## Audience
| Edizione | Rete televisiva | Anno | Stagione  | Programmazione | Programmazione | Programmazione | Programmazione | Programmazione | Programmazione | Programmazione | Collocazione | Collocazione | Telespettatori | Share |
| Edizione | Rete televisiva | Anno | Stagione  | L              | M              | M              | G              | V              | S              | D              | Collocazione | Collocazione | Telespettatori | Share |
| -------- | --------------- | ---- | --------- | -------------- | -------------- | -------------- | -------------- | -------------- | -------------- | -------------- | ------------ | ------------ | -------------- | ----- |
| 1ª       | Real Time       | 2019 | autunno   |                |                |                |                |                |                |                | prima serata | prima serata |                |       |
| 2ª       | Real Time       | 2020 | primavera |                |                |                | day-time       | prima serata   |                |                |              |              |                |       |
| 3ª       | Real Time       | 2020 | autunno   |                |                |                | prima serata   | prima serata   |                |                |              |              |                |       |
| 4ª       | Real Time       | 2022 | estate    |                |                |                | prima serata   | prima serata   |                |                |              |              |                |       |